# Рења
Рења (рус. Реня) река је која протиче преко територије Сандовског и Весјегонског рејона Тверске области, на северозападу европског дела Руске Федерације. 
Извире северно од села Старо Сандово на територији Сандовског рејона, тече у смеру истока и након 80 km тока улива се у Рибинско језеро северно од Весјегонска. Припада басену реке Волге и Каспијског језера. Површина сливног подручја ове реке је око 1.400 km².
Њене најважније притоке су Звана, Радуга и Ротиња. 